# BRM P25
BRM P25 — шасси команды British Racing Motors, использовавшееся командой для гонок Формулы-1 в 1956—1960 годах. В сезоне 1959 Формулы-1 на нём ездили также гонщики BRP. На BRM P25 была одержана первая победа команды BRM в Формуле-1 и достигнуты первый поул и первый быстрый круг.

## История

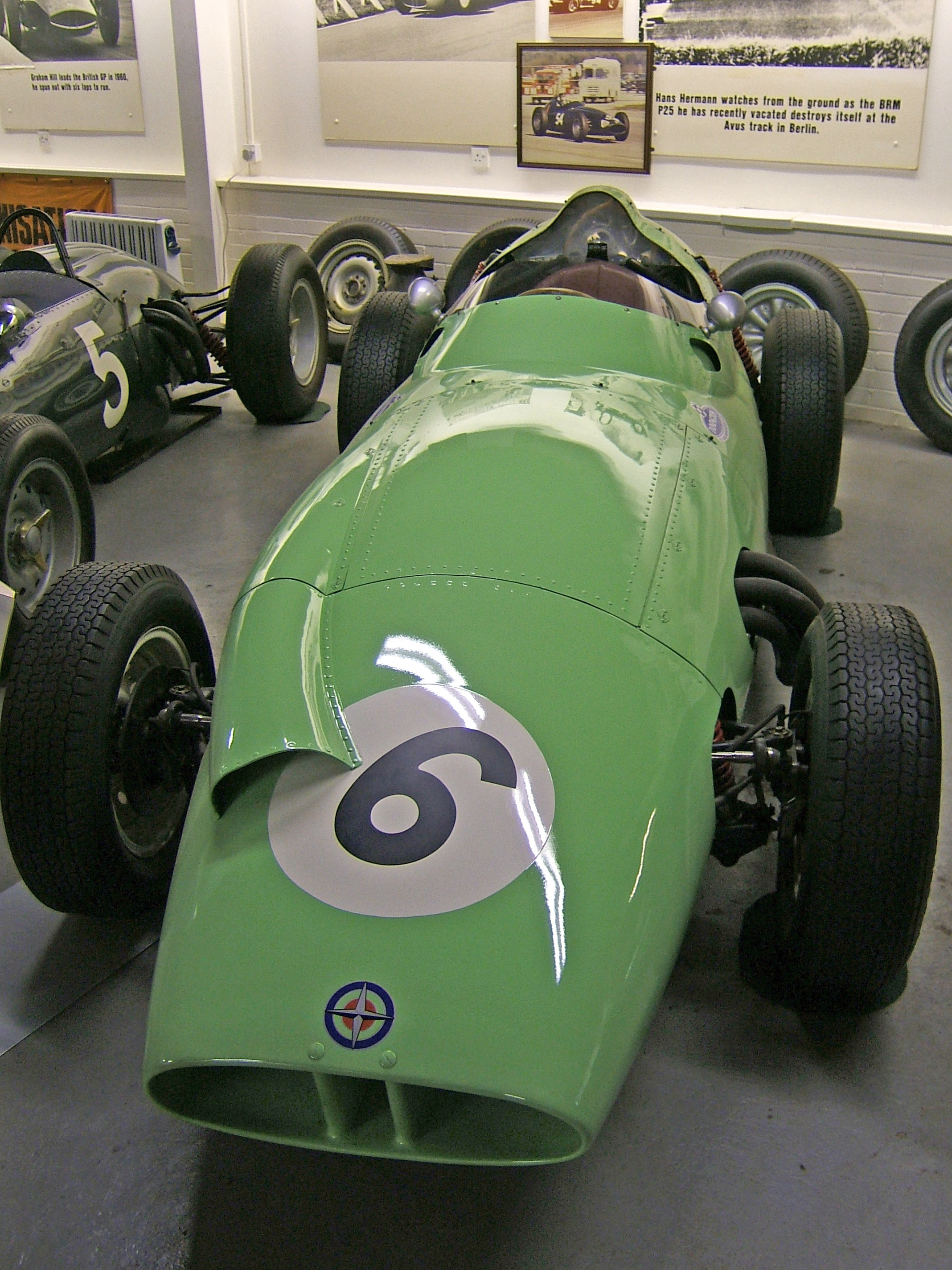
BRM P25 пилота команды British Racing Partnership Стирлинга Мосса.

В 1956 году команда BRM построила автомобиль BRM P25. На нём Майк Хоторн и Тони Брукс приняли участие в Гран-при Монако. Оба не стартовали из-за проблем с двигателем. На Гран-при Великобритании команда выставила трёх пилотов: Майка Хоторна, Тони Брукса и Рона Флокарта. Все трое сошли по техническим причинам. 

В следующем, 1957 сезоне BRM приняла участие в трёх Гран-при: Монако (участвовали Рон Флокарт и Рой Сальвадори), Франции (принимали участие Флокарт и Херберт МакКей-Фрейзер) и Великобритании (участвовали Джек Фэйрмен и Лес Лестон). Успехов, как и в прошлом сезоне, команда не добилась: в первой гонке Флокарт сошёл, а Сальвадори не прошёл квалификацию, в последующих все гонщики, ездившие за BRM, сошли с дистанции. 

Но в 1958 сезоне BRM сумели добиться успеха. Они приняли участие почти во всех Гран-при (кроме Гран-при Аргентины и 500 миль Индианаполиса). Постоянными гонщиками были Жан Бера и Харри Шелл, в отдельных Гран-при ездили Рон Флокарт (он не смог принять участие в некоторых Гран-при из-за того, что был травмирован в гонке спорт-каров), Морис Трентиньян и Йоаким Бонниер. Команда стала четвёртой в Кубке конструкторов, Шелл стал в чемпионате пилотов 6-м, Бера — 11-м, Бонниер — 18-м. Лучшим результатом стало Гран-при Нидерландов, где Харри Шелл пришёл вторым, а Жан Бера — третьим.
В 1959 команда BRM (выступали Йоаким Бонниер, Рон Флокарт и Харри Шелл) заняла третье место в Кубке Конструкторов, но лишь один раз оказалась на подиуме, на этот раз — на высшей ступеньке пьедестала: Йоаким Бонниер одержал победу на Гран-при Нидерландов. В чемпионате он стал восьмым. Однако Харри Шелл стал только 13-м, а Рон Флокарт не набрал очков. На BRM также ездила команда BRP. За неё выступали Стирлинг Мосс и Ханс Херрман. Стирлинг Мосс дважды показал лучшее время круга, а на Гран-при Великобритании стал вторым. 

В сезоне-1960 в BRM остался Йоаким Бонниер, были взяты Грэм Хилл и Дэн Герни. Команда использовала BRM P25 только на Гран-при Аргентины (Герни не участвовал), затем перешла на BRM P48. Результаты были гораздо скромнее, чем в 1959: только 4 место в Кубке Конструкторов, единственный подиум на Гран-при Нидерландов, ни один из гонщиков команды не вошёл в десятку чемпионата. Это был последний сезон, когда BRM использовали шасси P25.

## Полная таблица результатов
| Легенда к таблице |                                                                    |
| --- | ------------------------------------------------------------------ |
| В таблице перечислены результаты всех Гран-при Формулы-1, в которых использовался автомобиль. Строками таблицы являются сезоны, столбцами — этапы чемпионата мира. В каждой клетке указаны сокращённое название этапа и результат, дополнительно обозначенный цветом. Расшифровка обозначений и цветов представлена в нижеследующей таблице. |                                                                    |
| \| Пример \| Описание \| \| ------------ \| ------------------------------------------------------------------ \| \| 1 \| Победитель \| \| 2 \| Второе место \| \| 3 \| Третье место \| \| 5 \| Финишировал, заработав очки \| \| Сход \| Не финишировал, но при этом заработал очки \| \| 12 \| Финишировал, не получив очков \| \| НКЛ \| Финишировал, но не попал в финальную классификацию \| \| 15 \| Участвовал вне зачёта, либо по отдельной классификации \| \| 18 \| Не финишировал, но попал в финальную классификацию \| \| Сход \| Не финишировал \| \| НКВ \| Не прошёл квалификацию \| \| НПКВ \| Не прошёл предквалификацию \| \| ДСК \| Дисквалифицирован \| \| ИСК \| Исключён из протокола соревнований \| \| ТТ \| Заявлен для участия только в тренировках \| \| НС \| Участвовал в квалификации, но не стартовал в гонке \| \| Т \| Травмирован или болен \| \| ОТК \| Отказ от участия \| \| НТР \| Прибыл на соревнования, но на трассу не выезжал \| \| НПР \| Был заявлен в числе участников, но не прибыл к началу соревнований \| \| О \| Соревнования отменены \| \| \| Не участвовал \| \| Поул-позиция \| \| \| Быстрый круг \| \| |                                                                    |
| Пример | Описание                                                           |
| 1 | Победитель                                                         |
| 2 | Второе место                                                       |
| 3 | Третье место                                                       |
| 5 | Финишировал, заработав очки                                        |
| Сход | Не финишировал, но при этом заработал очки                         |
| 12 | Финишировал, не получив очков                                      |
| НКЛ | Финишировал, но не попал в финальную классификацию                 |
| 15 | Участвовал вне зачёта, либо по отдельной классификации             |
| 18 | Не финишировал, но попал в финальную классификацию                 |
| Сход | Не финишировал                                                     |
| НКВ | Не прошёл квалификацию                                             |
| НПКВ | Не прошёл предквалификацию                                         |
| ДСК | Дисквалифицирован                                                  |
| ИСК | Исключён из протокола соревнований                                 |
| ТТ | Заявлен для участия только в тренировках                           |
| НС | Участвовал в квалификации, но не стартовал в гонке                 |
| Т | Травмирован или болен                                              |
| ОТК | Отказ от участия                                                   |
| НТР | Прибыл на соревнования, но на трассу не выезжал                    |
| НПР | Был заявлен в числе участников, но не прибыл к началу соревнований |
| О | Соревнования отменены                                              |
| | Не участвовал                                                      |
| Поул-позиция |                                                                    |
| Быстрый круг |                                                                    |

| Год  | Команда                    | Двигатель      | Ш | Пилоты         | 1    | 2    | 3    | 4    | 5    | 6    | 7    | 8    | 9   | 10   | 11   | Место | Очки |
| ---- | -------------------------- | -------------- | - | -------------- | ---- | ---- | ---- | ---- | ---- | ---- | ---- | ---- | --- | ---- | ---- | ----- | ---- |
| 1956 | Owen Racing Organisation   | BRM P25 2,5 L4 | D |                | АРГ  | МОН  | 500  | БЕЛ  | ФРА  | ВЕЛ  | ГЕР  | ИТА  |     |      |      | —     | —    |
| 1956 | Owen Racing Organisation   | BRM P25 2,5 L4 | D | Хоторн         |      | НС   |      |      |      | Сход |      |      |     |      |      | —     | —    |
| 1956 | Owen Racing Organisation   | BRM P25 2,5 L4 | D | Брукс          |      | НС   |      |      |      | Сход |      |      |     |      |      | —     | —    |
| 1956 | Owen Racing Organisation   | BRM P25 2,5 L4 | D | Флокарт        |      |      |      |      |      | Сход |      |      |     |      |      | —     | —    |
| 1957 | Owen Racing Organisation   | BRM P25 2,5 L4 | D |                | АРГ  | МОН  | 500  | ФРА  | ВЕЛ  | ГЕР  | ПЕС  | ИТА  |     |      |      | —     | —    |
| 1957 | Owen Racing Organisation   | BRM P25 2,5 L4 | D | Флокарт        |      | Сход |      | Сход |      |      |      |      |     |      |      | —     | —    |
| 1957 | Owen Racing Organisation   | BRM P25 2,5 L4 | D | Сальвадори     |      | НКВ  |      |      |      |      |      |      |     |      |      | —     | —    |
| 1957 | Owen Racing Organisation   | BRM P25 2,5 L4 | D | МакКей-Фрейзер |      |      |      | Сход |      |      |      |      |     |      |      | —     | —    |
| 1957 | Owen Racing Organisation   | BRM P25 2,5 L4 | D | Фэйрмен        |      |      |      |      | Сход |      |      |      |     |      |      | —     | —    |
| 1957 | Owen Racing Organisation   | BRM P25 2,5 L4 | D | Лестон         |      |      |      |      | Сход |      |      |      |     |      |      | —     | —    |
| 1958 | Owen Racing Organisation   | BRM P25 2,5 L4 | D |                | АРГ  | МОН  | НИД  | 500  | БЕЛ  | ФРА  | ВЕЛ  | ГЕР  | ПОР | ИТА  | МАР  | 4     | 18   |
| 1958 | Owen Racing Organisation   | BRM P25 2,5 L4 | D | Шелл           |      | 5    | 2    |      | 5    | Сход | Сход | Сход | 6   | Сход | 5    | 4     | 18   |
| 1958 | Owen Racing Organisation   | BRM P25 2,5 L4 | D | Бера           |      | Сход | 3    |      | Сход | Сход | Сход | Сход | 4   | Сход | Сход | 4     | 18   |
| 1958 | Owen Racing Organisation   | BRM P25 2,5 L4 | D | Флокарт        |      | НКВ  |      |      |      |      |      |      |     |      | Сход | 4     | 18   |
| 1958 | Owen Racing Organisation   | BRM P25 2,5 L4 | D | Трентиньян     |      |      |      |      |      | Сход |      |      |     |      |      | 4     | 18   |
| 1958 | Owen Racing Organisation   | BRM P25 2,5 L4 | D | Бонниер        |      |      |      |      |      |      |      |      |     | Сход | 4    | 4     | 18   |
| 1959 | Owen Racing Organisation   | BRM P25 2,5 L4 | D |                | МОН  | 500  | НИД  | ФРА  | ВЕЛ  | ГЕР  | ПОР  | ИТА  | США |      |      | 3     | 18   |
| 1959 | Owen Racing Organisation   | BRM P25 2,5 L4 | D | Бонниер        | Сход |      | 1    | Сход | Сход | 5    | Сход | 8    |     |      |      | 3     | 18   |
| 1959 | Owen Racing Organisation   | BRM P25 2,5 L4 | D | Флокарт        | Сход |      |      | 6    | Сход |      | 7    | 13   |     |      |      | 3     | 18   |
| 1959 | Owen Racing Organisation   | BRM P25 2,5 L4 | D | Шелл           | Сход |      | Сход | 7    | 4    | 7    | 5    | 7    |     |      |      | 3     | 18   |
| 1959 | British Racing Partnership | BRM P25 2,5 L4 | D | Мосс           |      |      |      | ДСК  | 2    |      |      |      |     |      |      | 3     | 18   |
| 1959 | British Racing Partnership | BRM P25 2,5 L4 | D | Херрман        |      |      |      |      |      | Сход |      |      |     |      |      | 3     | 18   |
| 1960 | Owen Racing Organisation   | BRM P25 2,5 L4 | D |                | АРГ  | МОН  | 500  | НИД  | БЕЛ  | ФРА  | ВЕЛ  | ПОР  | ИТА | США  |      | 4     | 8    |
| 1960 | Owen Racing Organisation   | BRM P25 2,5 L4 | D | Бонниер        | 7    |      |      |      |      |      |      |      |     |      |      | 4     | 8    |
| 1960 | Owen Racing Organisation   | BRM P25 2,5 L4 | D | Хилл           | Сход |      |      |      |      |      |      |      |     |      |      | 4     | 8    |